# Otto II. (Baden-Hachberg)

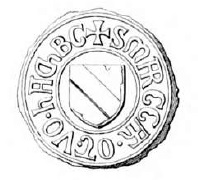
Rundsiegel des Markgrafen Otto II. von Baden-Hachberg aus den Jahren 1412/1413

Otto II. von Baden-Hachberg († 1418) war 1410–1415 der letzte Markgraf von Hachberg und Herr zu Höhingen.

## Leben
Otto wurde als Sohn des Hesso von Baden-Hachberg und der Agnes von Geroldseck geboren. Die Urkunden bezeugen keine Ehe und keine Kinder. Nachdem seine Brüder Heinrich und Hesso und sein Onkel, Johann verstorben waren, erbte Otto die Markgrafschaft 1410 alleine.
Die Markgrafschaft war hoch verschuldet und da er keine Nachkommen hatte, suchte Otto unter seiner Verwandtschaft einen Käufer für sein Land. Sein Schwager Friedrich VIII. von Leiningen-Dagsburg war selbst ständig verschuldet und schied daher aus. Sein Vetter Rudolf von der Sausenberger Nebenlinie verwies ihn an den entfernten Vetter, Markgraf Bernhard von Baden, der die Markgrafschaft Hachberg am 25. Juli 1415 für 80 000 rheinische Gulden kaufte.
Trotz des Verkaufs nannte sich Otto noch bis zu seinem Tod 1418 Markgraf von Hachberg. Die Burg Höhingen durfte Otto bis ans Lebensende nutzen. Mit ihm starb das Haus Baden-Hachberg aus.